# Lőfegyver

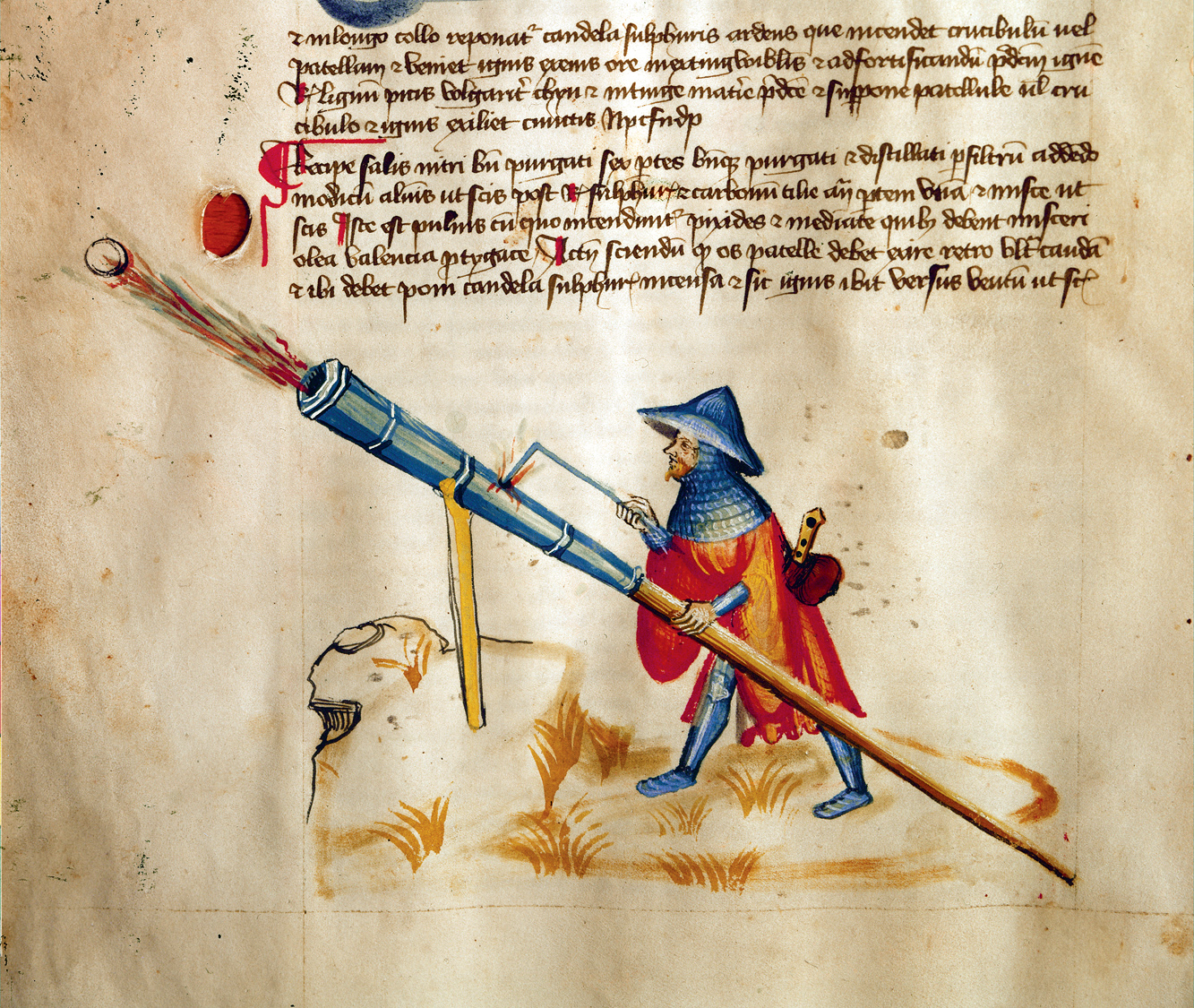
Korai európai lőfegyver (1400)

Lőfegyver: a tűzfegyver, valamint az a légfegyver, amelyből 7,5 joule-nál nagyobb csőtorkolati energiájú, szilárd anyagú lövedék lőhető ki; (2004. évi XXIV. törvény alapján)
Tűzfegyver (a 2004. évi XXIV. törvény 2. § 29. pont szerint): 
"az 1. mellékletben meghatározott
a) „A” vagy „B” kategóriába tartozó olyan – vagy olyanná átalakítható – kézifegyver, amelynek csövéből gyúlékony hajtóanyag segítségével szilárd anyagú lövedék lőhető ki, ideértve a szilárd anyagú lövedék gyúlékony hajtóanyag segítségével történő kilövésére átalakítható fegyvert is, kivéve, ha
aa) riasztásra, jelzésre, életmentésre, állatok leölésére vagy szigonnyal történő halászatra, illetve ipari vagy műszaki célokra tervezték, feltéve, hogy rendeltetésszerűen csak e célokra használható, vagy
ab) e törvény alapján hatástalanított lőfegyvernek vagy muzeális fegyvernek minősül,
  b) „A” vagy „B” kategóriába tartozó színházi tűzfegyver,
  c) „A”, „B” vagy „C” kategóriába tartozó olyan eszköz, amely rendeltetésszerűen csak gáztöltény vagy riasztótöltény működtetésére alkalmas, feltéve, hogy e törvény alapján nem minősül gáz- és riasztófegyvernek, valamint
  d) „C” kategóriába tartozó, a lőszer, illetve lövedék kilövésére a Bizottsági Rendelet I. MELLÉKLETÉBEN meghatározott követelményeknek megfelelő módon véglegesen alkalmatlanná tett tűzfegyver;"

1. melléklet a 2004. évi XXIV. törvényhez: 
"Tűzfegyverek és lőszerek
1. „A” kategória („Tiltott”)
1.1. 1. alkategória: automata tűzfegyver.
1.2. 2. alkategória: más tárgynak álcázott tűzfegyver.
1.3. 3. alkategória: páncéltörő (áthatoló), robbanó, fényjelző vagy gyújtólövedékeket tartalmazó lőszer, valamint az ilyen lőszerhez való lövedék.
1.4. 4. alkategória: expanzív (kiterjedő) lövedéket tartalmazó pisztoly- és revolverlőszer, valamint az ilyen lőszerhez való lövedék, kivéve a vadászati vagy sportlövészeti célokat szolgáló lőfegyverhez, a használatukra jogosult személyek számára.
1.5. 5. alkategória: a félautomata tűzfegyverré átalakított automata tűzfegyver.
1.6. 6. alkategória: a központi gyújtású félautomata tűzfegyver, ha az
a) olyan rövid tűzfegyver, amely képes újratöltés nélkül legalább 21 lőszer kilövésére, feltéve, hogy részét képezi egy 20 lőszert meghaladó befogadóképességű töltőszerkezet vagy a tűzfegyverhez egy eltávolítható, 20 lőszert meghaladó befogadóképességű töltőberendezést csatlakoztattak, vagy
b) olyan hosszú tűzfegyver, amely képes újratöltés nélkül legalább 11 lőszer kilövésére, feltéve, hogy részét képezi egy 10 lőszert meghaladó befogadóképességű töltőszerkezet vagy a tűzfegyverhez egy eltávolítható, 10 lőszert meghaladó befogadóképességű töltőberendezést csatlakoztattak.
1.7. 7. alkategória: az a vállból történő lövésre tervezett félautomata tűzfegyver, amelynek hossza – behajtható, összehajtható vagy betolható, avagy szerszámok nélkül eltávolítható válltámasz segítségével – a működőképesség megtartása mellett 60 cm alá csökkenthető.
1.8. 8. alkategória: az „A” kategóriába tartozó tűzfegyverből átalakított színházi tűzfegyver.
2. „B” kategória („Engedélyköteles”)
2.1. 1. alkategória: az ismétlő rövid tűzfegyver.
2.2. 2. alkategória: a központi gyújtású egylövetű rövid tűzfegyver.
2.3. 3. alkategória: a peremgyújtású egylövetű tűzfegyver.
2.4. 4. alkategória: az „A” vagy a „C” kategóriába nem tartozó olyan félautomata hosszú
a) peremgyújtású tűzfegyver, amelynek töltőszerkezete és töltényűrje együttesen háromnál több, valamint
b) központi gyújtású tűzfegyver, amelynek töltőszerkezete és töltényűrje együttesen háromnál több, de tizenkettőnél kevesebb lőszer befogadására alkalmas.
2.5. 5. alkategória: az „A” vagy a „C” kategóriába nem tartozó félautomata rövid tűzfegyver.
2.6. 6. alkategória: az „A” vagy a „C” kategóriába nem tartozó olyan félautomata hosszú tűzfegyver, amelynek töltőszerkezete és töltényűrje együttesen legfeljebb három lőszer befogadására alkalmas, ha a töltőszerkezet eltávolítható, vagy ha nem biztos, hogy szokásos szerszámokkal a tűzfegyvert nem lehet olyan tűzfegyverré átalakítani, amelynek töltőszerkezete és töltényűrje együttesen háromnál több lőszer befogadására alkalmas.
2.7. 7. alkategória: az ismétlő és félautomata hosszú tűzfegyver huzagolatlan, 60 cm-t meg nem haladó hosszúságú csővel.
2.8. 8. alkategória: a „B” vagy a „C” kategóriába tartozó tűzfegyverből átalakított színházi tűzfegyver.
2.9. 9. alkategória: a külső formájában automata tűzfegyverre hasonlító – az „A” kategóriába nem tartozó – félautomata tűzfegyver, feltéve, hogy e törvény hatálya kiterjed rá.
2.10. 10. alkategória: az „A” kategóriába nem tartozó ismétlő hosszú tűzfegyver.
2.11. 11. alkategória: az egylövetű hosszú tűzfegyver huzagolt csővel.
2.12. 12. alkategória: az egylövetű hosszú tűzfegyver huzagolatlan csővel.
3. „C” kategória („Bejelentéshez kötött”)
3.1. 1. alkategória: a 2. § 29. pont c) alpontjában meghatározott – az „A” vagy a „B” kategóriába nem tartozó – tűzfegyver.
3.2. 2. alkategória: a 2. § 29. pont d) alpontjában meghatározott tűzfegyver."

A működés és hatásmechanizmus alapján lőfegyver olyan fegyver, ami szilárd lövedékkel rendelkezik, tehát a célban kifejteni kívánt hatást a fegyverből, fegyverről ki- vagy lelőhető esetleg elhajítható elem, szerkezet, azaz a lövedék végzi. A lőfegyver gyakorlati szempontból növelt hatásfokú hajítófegyver, de a lövedéket nem közvetlenül emberi erővel, hanem tárolt kémiai vagy mechanikai energiával gyorsítja fel.

## Fajtái
A lőfegyvereket, a lövedék célba juttatásához szükséges energia létrehozásának elve szerint szokás csoportosítani.
Ezek szerint vannak:

### Hideg lőfegyverek
Ezt általánosságban véve hideg fegyvernek is nevezik (kevésbé szabatos és félreérthető). Olyan lőfegyvereket nevezünk hideg lőfegyvereknek, amelyeknél a hatáskiváltás, vagy a lövedék célba juttatása nem hőfejlődéssel járó vegyi (kémiai) folyamat eredményeként történik. A hajításhoz szükséges helyzeti energia "tárolása" egyes fegyver-anyagokban történik, a hajítóerőt fizikai tulajdonságaikból eredő, a deformáció során fellépő erők révén fejtik ki a lövedékre.
Ilyenek:
- Csővel nem rendelkező hideg lőfegyverek: csúzlik, hajítógépek, íjak, parittyák, számszeríjak.
- Csővel rendelkező hideg lőfegyverek: fúvócsövek (például szabarkán), légaknavetők, légpisztolyok, légpuskák, paintball-markerek, szélpuskák.

### Meleg- / tűzfegyverek
Olyan fegyvereket nevezünk tűzfegyvereknek, amelyek a lövedék kilövéséhez szükséges energiát  valamilyen hőfejlődéssel járó kémiai folyamat (égés, vagy robbanás) révén nyerik. Az ekkor keletkező magas hőmérsékletű, nagy térfogatigényű gáz fejti ki a lövedékre azt a tolóerőt, ami a fegyverből vagy fegyverről való kilövéshez szükséges.
Ilyenek:
- Csővel nem rendelkező, reaktív hajtású tűzfegyverek: rakéták és robotrepülőgépek.
- Csővel rendelkező, reaktív hajtású tűzfegyverek: kézi gránátvetők, kézi rakétafegyverek, rakétapóthajtású lőszerrel működő lövegek
- Csővel rendelkező tűzfegyverek, azaz csöves tűzfegyverek:
  - Kézi csöves tűzfegyverek: gépkarabélyok, géppisztolyok, géppuskák, karabélyok, kurtályok, mordályok, muskéták, pisztolyok, puskák.
  - Közepes és nehéz csöves tűzfegyverek: a különféle lövegek (ágyúk, tarackok, ágyútarackok, tarackágyúk, mozsarak, aknavetők, vasúti lövegek stb.).

### Méret szerinti felosztás
A kézi lőfegyvereket a magyar jog méret szerint is megkülönbözteti:
- Hosszú lőfegyver: olyan lőfegyver, amelynek csöve meghaladja a 30 cm hosszúságot, vagy amelynek teljes hossza meghaladja a 60 cm-t
- Rövid lőfegyver: olyan lőfegyver, amelynek csöve nem haladja meg a 30 cm hosszúságot, és teljes hossza sem haladja meg a 60 centimétert

## Vonatkozó rendeletek
Hatályos magyar jogszabályok: 2004. évi XXIV. törvény a lőfegyverekről és lőszerekről, valamint a 253/2004. (VIII. 31.) Korm. rendelet a fegyverekről és lőszerekről. Ezeket kissé módosította és véleményezte a 9/2007 (III. 7.) AB határozat. Bővebben lásd: Magyar fegyverjogi szabályozások.

### Folyóirat-cikkek
- Klabacsek Gyula: Egy kis rendszertan, 1. rész (Kaliber 1999. június – 14. szám, 48-51. o.)